# The Big Broadcast of 1938
The Big Broadcast of 1938 este un film american muzical din 1938 regizat de Mitchell Leisen. Rolurile principale au fost interpretate de actorii W.C. Fields și Bob Hope.  Este produs de Paramount Pictures și este primul lungmetraj al lui Hope. Filmul a primit Premiul Oscar pentru cea mai bună melodie originală.

## Varietăți interpretate
În ordinea apariției
- "This Little Ripple Had Rhythm,” piesă instrumentală interpretată de Shep Fields and his Rippling Rhythm Orchestra, cu segmente integrate de desene animate.
- “Don’t Tell a Secret to a Rose” și versurile spaniole ale “Zuni Zuni” (denumită “I Love You” în film) piesă cântată de Tito Guízar, cu Guízar interpretând la chitara spaniolă “Zuni Zuni.”
- “You Took the Words Right Out of My Heart” cântat de Dorothy Lamour și  Leif Erickson
- “Brunnhilde’s Battle Cry” (din Richard Wagner - Die Walkure, Actul 2 Scena 1) interpretată de soprana Metropolitan Opera Madame Kirsten Flagstad cu orchestra dirijată de Wilfrid Pelletier.
- “Way Down South in Dixie,” interpretată  a cappella de Patricia Wilder.
- “You Took the Words Right Out of My Heart (reprise)” interpretată de Dorothy Lamour.
- “Thanks for the Memory” interpretată de Bob Hope și  Shirley Ross.
- “Mama, That Moon is Here Again” dansată și interpretată de Martha Raye și dansatori.
- “The Waltz Lives On,” interpretată de Bob Hope, Shirley Ross și  corul. Include o secțiune din  “Truckin’ (They’re Going Hollywood in Harlem)” interpretată de Martha Raye  și selectii muzicale din “At a Georgia Camp Meeting” și  “Charleston.”

## Distribuție
- W. C. Fields - T. Frothingill Bellows și S. B. Bellows
- Martha Raye -  Martha Bellows
- Dorothy Lamour - Dorothy Wyndham
- Shirley Ross - Cleo Fielding
- Lynne Overman - Scoop McPhail
- Bob Hope - Buzz Fielding
- Ben Blue - Mike
- Leif Erickson - Bob Hayes
- John Serry, Sr. - rolul său
- Russell Hicks -  Captain Stafford
- Billy Daniels, Leonid Kinskey, Bernard Punsly, Irving Bacon, James Craig[5]

## Producție
Scenariul este scris de Walter DeLeon, Ken Englund și Francis Martin, după o adaptare de Howard Lindsay și Russel Crouse a unei povestiri de Frederick Hazlitt Brennan. 

## Primire
Filmul a câștigat Premiul Oscar pentru cea mai bună melodie originală pentru melodia „Thanks for the Memory” — muzica Ralph Rainger, versurile Leo Robin.
Filmul este listat de Institutul American de Film în:
- 2004: AFI's 100 Years...100 Songs:
  - "Thanks for the Memory" – Locul 63[6]
- 2006: AFI's Greatest Movie Musicals – Nominalizare[7]